# Covered
"Covered" es una canción interpretada por Planetshakers e Israel & New Breed. Planetshakers lanzó la canción como el sencillo principal del álbum en vivo This Is Our Time Live (2014) el 21 de octubre de 2014, así como el álbum en vivo de Israel & New Breed Covered: Alive in Asia (2015) el 24 de julio de 2015. La canción también apareció en el álbum de Planetshakers Outback Worship Sessions (2015) y también apareció en el álbum español Eres Mi Todo como la canción Me Cubres de Job González. La canción fue escrita por Joth Hunt e Israel Houghton.

## Composición y género
"Covered" de Planetshakers está compuesto en la clave de B con un tempo de 85 beats por minuto y un compás musical de 6
8
"Covered" de Israel & New Breed está compuesto en la clave de B con un tempo de 87 beats por minuto y un compás musical de 6
8.
La canción fue escrita por Joth Hunt e Israel Houghton.
En 2014, Planetshakers lanzó la canción Covered, la canción se grabó en vivo durante la conferencia Awakening 2014 celebrada del 14 al 17 de abril de 2014 en Melbourne, Australia.
En 2014, Israel & New Breed lanzó la canción Covered, la canción fue grabada en estudio con estilo Gospel para (Radio Edit)  también grabó la versión en vivo que aparece en el álbum con el mismo título Covered lanzado en 2015.
En 2015, Planetshakers lanzó la canción Covered, esta canción fue grabada en estudio con estilo Pop Acoustic para el álbum Outback Worship Sessions.

## Desempeño comercial
En la lista de ventas de canciones digitales el 31 de octubre de 2014, la canción debutó en el puesto 3.

## Videos musicales
El 23 de octubre de 2014, Planetshakers lanzó el video musical en vivo de "Covered" en el canal de YouTube y obtuvo más de 2 millones de visitas hasta junio de 2021. Planetshakers también lanzó un video musical de Covered en una sesión acústica el 23 de octubre de 2014.

## Covers y versiones
Covered ha sido traducido e interpretado en muchas iglesias evangélicas de todo el mundo. Esta canción ha sido versionada por varios artistas de la música cristiana.
Israel Houghton con Job González grabó la canción "Me Cubres" (Covered) en español para el álbum Eres Mi Todo lanzado el 15 de febrero de 2016.

## Chart
| Chart (2014)                      | Posición más alta |
| --------------------------------- | ----------------- |
| US Digital Song Sales (Billboard) | 3                 |